# Show Me the Money (émission de télévision sud-coréenne)
Show Me The Money (raccourci en SMTM) est une émission sud-coréenne de compétition de rap qui est diffusée sur Mnet. L'émission a gagné en popularité depuis sa première saison qui fut diffusée en 2012 grâce à l'intérêt grandissant de la population coréenne pour le hip-hop,.
Le format de chaque saison varie, mais généralement cela consiste à des participants qui se font des challenges en un contre un jusqu'à ce qu'il n'en reste plus qu'un. L'émission inclut des rappeurs débutants aussi bien que ceux qui ont déjà un nom dans le milieu, dont la plupart font aussi office de producteur, un rôle qui inclut le fait d'être à la fois mentor et juge.

## Saisons

### Saison 1 (2012)
La première saison de SMTM a mis en paire les rappeurs Double K, Verbal Jint, 45RPM, MC Sniper, Miryo, Hoony Hoon, Joosuc et Garion avec des rappeurs débutants. Eun Ji-won, qui faisait auparavant partie du groupe de K-pop Sechs Kies, a présenté la saison. Des participants notables comme Cheetah, l'une des premières participantes féminine du show, a plus tard remporté la première saison du spin-off de SMTM appelé Unpretty Rapstar,. Le jeune rappeur Loco, sous le mentorat de Double K, a gagné la compétition et a signé avec le label hip-hop AOMG. Il est revenu dans la quatrième saison de l'émission en tant que producteur.

### Saison 2 (2013)
La deuxième saison de SMTM a séparé les participants en deux crews hip-hop, "Meta Crew," mené par MC Meta du groupe Garion, et "D.O Crew," mené par Lee Hyun Do, faisant anciennement partie du duo de hip-hop Deux dans les années 1990. Les participants de cette deuxième saison comportaient des artistes connus tels que LE du groupe féminin EXID, Jucy du groupe féminin EvoL, Mad Clown et Swings,,. Le gagnant de la saison était le trio Soul Dive, qui faisaient partie du Meta Crew.

### Saison 3 (2014)
La troisième saison de SMTM a vu un nombre important de figures connues du hip-hop sud-coréen. Les producteurs se sont séparés parmi les labels de K-hip-hop, ce qui a donné naissance aux "Team YG, "Team Illionaire", "Team Brand New Music" et "Team YDG". L'ex-participant Swings est revenu en tant que producteur. La saison a été remportée par Bobby du groupe iKON, avec les producteurs Dok2 et The Quiett de la Team Illionaire.

### Saison 4 (2015)
La quatrième saison de SMTM a fait apparaître Jinusean et Tablo comme juges pour YG Entertainment, San E et Verbal Jint pour Brand New Music, Jay Park et Loco (gagnant de la première saison, est revenu en tant que producteur) pour AOMG, Zico de Block B et Paloalto (Hi-Lite Records). Plus de 7000 personnes ont auditionné cette année-là où l'on a vu plus d'idoles rappeurs comme par exemple Mino de Winner, et des rappeurs expérimentés tels que Basick et P-Type. Beaucoup de participants de la 3e saison sont revenus. Le gagnant de cette saison fut Basick avec les producteurs San E et Verbal Jint de Brand New Music.

### Saison 5 (2016)
La cinquième saison de SMTM nous montre quatre nouvelles équipes de producteurs qui sont Simon Dominic & Gray, Gill & Mad Clown, Kush & Zion.T et Dok2 & The Quiett. Cette saison a fait passer des auditions à Los Angeles avec le juge invité Timbaland. La 5e saison a vu la participation d'artistes connus tels que G2, Reddy, C Jamm, BeWhy, Bizniz, Onesun, #GUN Jin Doggae, J'Kyun, Seo Chul Goo, Snacky Chan, ONE, myunDo, Sanchez, Dayday, Super Bee et Flowsik. Cette saison a été remportée par BeWhy avec les producteurs Simon Dominic et Gray de AOMG.

### Saison 6 (2017)
La sixième saison de SMTM accueille quatre nouveaux duos de producteurs : Choiza & Gaeko, Jay Park & Dok2, Tiger JK and Bizzy, et Zico & Dean. Plus de 12 000 participants se sont présentés, comprenant de nouveaux candidats, le retour d'anciens participants, ou de rappeurs déjà connus. Les auditions ont eu lieu à Séoul, Los Angeles et, pour la première fois, à New York. Hangzoo, membre de Rythm Power et produit par Zico&Dean, remporte la saison.

## Discographie (morceaux classés)
| Titre                                              | Année | Participant                      | Meilleure position | Ventes          | Album               |
| Titre                                              | Année | Participant                      | COR                | Ventes          | Album               |
| -------------------------------------------------- | ----- | -------------------------------- | ------------------ | --------------- | ------------------- |
| Be I                                               | 2014  | B.I                              | 4                  | - KOR: 409,985+ | Show Me The Money 3 |
| I AM                                               | 2014  | Iron                             | 31                 | - KOR: 218,396+ | Show Me The Money 3 |
| OLL' Ready                                         | 2014  | Olltii                           | 23                 | - KOR: 183,696+ | Show Me The Money 3 |
| Ulleri                                             | 2014  | Yuk Jidam                        | 63                 | - KOR: 52,654+  | Show Me The Money 3 |
| Go                                                 | 2014  | Bobby                            | 16                 | - KOR: 335,618+ | Show Me The Money 3 |
| L4L (Lookin' For Luv)                              | 2014  | Bobby (ft. Dok2 & The Quiett)    | 7                  | - KOR: 369,129+ | Show Me The Money 3 |
| That XX (ft. Zico)                                 | 2014  | Olltii                           | 32                 | - KOR: 192,078+ | Show Me The Money 3 |
| 187                                                | 2014  | Vasco (ft. Im Seonghyun)         | 54                 | - KOR: 57,915+  | Show Me The Money 3 |
| YGGR #HipHop                                       | 2014  | Bobby                            | 2                  | - KOR: 732,000+ | Show Me The Money 3 |
| Malice                                             | 2014  | Iron                             | 4                  | - KOR: 671,664+ | Show Me The Money 3 |
| Bounce                                             | 2014  | Bobby                            | 2                  | - KOR: 362,862+ | Show Me The Money 3 |
| "MY ZONE"                                          | 2015  | Basick, Blacknut & Microdot      | 13                 | - KOR: 241,506+ | Show Me The Money 4 |
| "RESPECT" (feat Loco, Gray, & DJ Pumkin)           | 2015  | Sik-K, Lil Boi & Geegooin        | 6                  | - KOR: 350,379+ | Show Me The Money 4 |
| "OG (Be Original)"                                 | 2015  | Innovator, Incredivle & Superbee | 92                 | - KOR: 37,564+  | Show Me The Money 4 |
| "Turtle Ship (거북선)" (feat. Paloalto)            | 2015  | Ja Mezz, AndUp & Song Min-ho     | 4                  | - KOR: 715,231+ | Show Me The Money 4 |
| "moneyflow (다 비켜봐)"                            | 2015  | Song Min-Ho, Zico & Paloalto     | 1                  | - KOR: 355,227+ | Show Me The Money 4 |
| "GXNZI (Feat. 바스코)"                             | 2015  | Basick                           | 39                 | - KOR: 130,278+ | Show Me The Money 4 |
| "ON IT + BO$$"                                     | 2015  | Lil Boi, Loco, Jay Park          | 11                 | - KOR: 225,750+ | Show Me The Money 4 |
| "M.I.L.E. (Make It Look Easy)"                     | 2015  | Blacknut, Verbal Jint, San E     | 22                 | - KOR: 168,529+ | Show Me The Money 4 |
| "Oppa's Car (오빠차)"                              | 2015  | Incredivle, Tablo, Jinusean      | 1                  | - KOR: 411,624+ | Show Me The Money 4 |
| "MORE THAN A TV STAR (Feat. Lee Hi)"               | 2015  | InnoVator                        | 47                 | - KOR: 102,138+ | Show Me The Money 4 |
| "Fear (겁) (Feat. Taeyang)"                        | 2015  | Song Min-Ho                      | 1                  | - KOR: 941,083+ | Show Me The Money 4 |
| "What Can I Do (내가 할 수 있는 건) (Feat. Jessi)" | 2015  | Blacknut                         | 12                 | - KOR: 265,227+ | Show Me The Money 4 |
| "Stand Up (Feat. Mamamoo)"                         | 2015  | Basick                           | 21                 | - KOR: 178,913+ | Show Me The Money 4 |
| "Okey Dokey"                                       | 2015  | Song Min-Ho, Zico                | 9                  | - KOR: 577,290+ | Show Me The Money 4 |
| "Betterdays (좋은 날) (feat. Gummy)"               | 2015  | Basick                           | 26                 | - KOR: 93,462+  | Show Me The Money 4 |